# Wereldkampioenschappen boogschieten 2005
De wereldkampioenschappen boogschieten 2005 waren door de Fédération Internationale de Tir à l'Arc (FITA) georganiseerde kampioenschappen voor boogschutters. De 43e editie van de wereldkampioenschappen vond plaats in de Spaanse hoofdstad Madrid van 20 tot en met 26 juni 2005.

## Medailles

### Recurve
| Onderdeel             | Goud | Goud                                      | Zilver | Zilver                                              | Brons | Brons                                                          |
| --------------------- | ---- | ----------------------------------------- | ------ | --------------------------------------------------- | ----- | -------------------------------------------------------------- |
| Mannen (individueel)  | KOR  | Chung Jae-hun                             | JPN    | Ryuichi Moriya                                      | KOR   | Choi Won-jong                                                  |
| Mannen (team)         | KOR  | Choi Won-jong Chung Jae-hun Park Kyung-mo | IND    | Tarundeep Rai Gautam Singh Jayanta Talukdar         | POL   | Piotr Piątek Jacek Proć Grzegorz Śliwka                        |
| Vrouwen (individueel) | KOR  | Lee Sung-jin                              | KOR    | Lee Tuk-young                                       | KOR   | Park Sung-hyun                                                 |
| Vrouwen (team)        | KOR  | Lee Tuk-young Park Sung-hyun Yun Mi-jin   | UKR    | Tetjana Berezjna Natalia Boerdejna Kateryna Palecha | RUS   | Margarita Malinovskaja Jelena Gratsjova Jekaterina Charchanova |

### Compound
| Onderdeel             | Goud | Goud                                            | Zilver | Zilver                                  | Brons | Brons                                       |
| --------------------- | ---- | ----------------------------------------------- | ------ | --------------------------------------- | ----- | ------------------------------------------- |
| Mannen (individueel)  | SWE  | Morgan Lundin                                   | NOR    | Morten Bøe                              | SLO   | Dejan Sitar                                 |
| Mannen (team)         | USA  | Dave Cousins Braden Gellenthien Kevin Polish    | NOR    | Morten Bøe Terje Röstad Thomas Stenvoll | AUS   | Dennis Carson Patrick Coghlan Clint Freeman |
| Vrouwen (individueel) | RUS  | Sofja Gontsjarova                               | MEX    | Arminda Bastos                          | RUS   | Svetlana Kondrasjenko                       |
| Vrouwen (team)        | FRA  | Anne Marie Bloch Valérie Fabre Cécile Jousselin | USA    | Mary Hamm Erika Jones Jamie Van Natta   | DEN   | Louise Hauge Rikke Marslev Camilla Sømod    |

### Medaillespiegel
| Plaats | Land             | Goud | Zilver | Brons | Totaal |
| 1      | Zuid-Korea       | 4    | 1      | 2     | 7      |
| 2      | Verenigde Staten | 1    | 1      | 0     | 2      |
| 3      | Rusland          | 1    | 0      | 2     | 3      |
| 4      | Frankrijk        | 1    | 0      | 0     | 1      |
| 4      | Zweden           | 1    | 0      | 0     | 1      |
| 6      | Noorwegen        | 0    | 2      | 0     | 2      |
| 7      | India            | 0    | 1      | 0     | 1      |
| 7      | Japan            | 0    | 1      | 0     | 1      |
| 7      | Mexico           | 0    | 1      | 0     | 1      |
| 7      | Oekraïne         | 0    | 1      | 0     | 1      |
| 11     | Australië        | 0    | 0      | 1     | 1      |
| 11     | Denemarken       | 0    | 0      | 1     | 1      |
| 11     | Polen            | 0    | 0      | 1     | 1      |
| 11     | Slovenië         | 0    | 0      | 1     | 1      |
| Totaal | Totaal           | 8    | 8      | 8     | 24     |